# Roman Turek
Roman Turek (* 21. května 1970 Strakonice) je bývalý hokejový brankář. Naposledy hrál za HC České Budějovice v extralize. Předtím hrál 9 let v NHL v týmech Dallas Stars, St. Louis Blues, a Calgary Flames. Roku 1996 se stal mistrem světa na mistrovství světa ve Vídni, s Dallasem Stars vyhrál Stanley Cup v roce 1999 a obdržel William M. Jennings Trophy v letech 1999 a 2000. V roce 2023 byl uveden do Síně slávy českého hokeje.
Věnoval se trénování, působil jako asistent trenéra a trenér brankářů u týmu ČEZ Motor České Budějovice. Později začal pracovat ve funkci prezidenta klubu ČEZ Motor České Budějovice.

## Hráčská kariéra
Hokeji se věnoval od dětství a už od 7 let chytal za mládežnické kluby ve Strakonicích. V roce 1986 přešel do juniorského týmu TJ Motor České Budějovice, kde zůstal do roku 1988. Během vojenské prezenční služby hrál za VTJ Písek. Roku 1988 vyhrál s českým týmem do 18 let mistrovství Evropy.
Do NHL byl vybrán při draftu v roce 1990 týmem Minnesota North Stars. Chytal však za extraligové HC České Budějovice až do roku 1995 (jen na jednu sezonu tým spadl do 1. ČNHL). V roce 1994 získal Zlatou hokejku pro nejlepšího českého hokejistu roku. V sezóně 1995–96 chytal za tým norimberských tygrů, EHC Norimberk. V letech 1993–1996 se účastnil hokejových mistrovství, v roce 1996 pomohl týmu získat zlatou medaili na mistrovství světa ve Vídni. Roku 1994 se účastnil také olympiády v norském Lillehammeru a roku 1996 Světového poháru, kde český tým skončil až osmý.

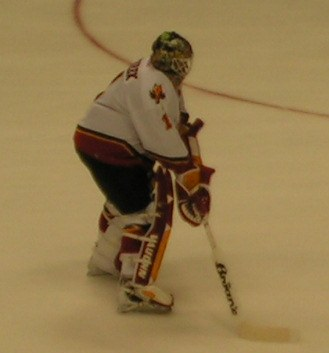
Roman Turek v dresu Calgary Flames

Díky těmto úspěchům se dostal do NHL, do týmu Dallas Stars na tři sezóny, ale jen jako náhradník za Eda Belfoura (v sezóně 1997–98 krátce chytal za tým IHL Michigan K-Wings). Jako náhradník v Dallasu Stars vyhrál i Stanley Cup v roce 1999. Za tuto sezónu získali Roman Turek a Ed Belfour cenu William M. Jennings Trophy. Po zisku Stanley Cupu byl prodán do St. Louis Blues, kde chytal jako brankářská jednička. Zde chytal dvě sezóny (1999–2000 a 2000–2001), v první získal opět Jennings Trophy. Poté odešel do Calgary Flames, které pomohl dostat se do finále play-off NHL s Tampou Bay Lightning (prohráli až v sedmém zápase). Ve Flames zůstal až do výluky v sezóně 2004–2005, v níž hrál za HC České Budějovice. V Českých Budějovicích po této sezóně zůstal. Svůj odchod z NHL ohlásil 9. srpna 2005. V roce 2010 oznámil konec kariéry.

## Zajímavosti
Roman Turek používá jako hlavní motiv na svých maskách maskota hudební skupiny Iron Maiden, Eddieho. Odtud pochází i jeho hojně používaná přezdívka „Eda“.

## Ocenění a úspěchy
- 1988 MEJ – Nejlepší brankář
- 1988 MEJ - All-Star Tým
- 1994 Zlatá hokejka
- 1994 ČHL – Nejvyšší úspěšnost zákroků
- 1995 MS – All-Star Tým
- 1996 MS – All-Star Tým
- 1996 MS – Nejlepší brankář
- 1999 NHL – William M. Jennings Trophy
- 2000 NHL – William M. Jennings Trophy
- 2000 NHL – Nejvíce čistých kont
- 2000 NHL – Druhý All-Star Tým
- 2005 1.ČHL – Nejnižší průměr inkasovaných branek v playoff
- 2005 1.ČHL – Nejvyšší úspěšnost zákroků v playoff
- 2005 Postup s týmem HC České Budějovice do ČHL
- 2008 ČHL – Nejnižší průměr inkasovaných branek
- 2008 ČHL – Nejvíce čistých kont
- 2008 ČHL – Nejvíce vítězných vychytaných zápasů
- 2008 ČHL – Hokejista sezony
- 2008 ČHL – Nejnižší průměr inkasovaných branek v playoff
- 2010 ČHL – Nejvíce čistých kont
- 2023 Uveden do Síně slávy českého hokeje.

## Prvenství
- Debut v NHL – 20. listopadu 1996 (Calgary Flames proti Dallas Stars)
- První inkasovaný gól – 20. listopadu 1996 (Calgary Flames proti Dallas Stars, kanadským útočníkem Dave Gagner)
- První vychytaná nula v NHL – 4. února 1998 (Dallas Stars proti Philadelphia Flyers)

## Statistiky

### Základní části
| Sezona       | Tým                    | Liga         | Z   | V   | P   | R/Pvp | MIN    | OG  | ČK | POG  | %ChS |
| ------------ | ---------------------- | ------------ | --- | --- | --- | ----- | ------ | --- | -- | ---- | ---- |
| 1990–91      | Motor České Budějovice | ČSHL         | 26  | —   | —   | —     | 1244   | 98  | 0  | 4,73 | —    |
| 1991–92      | Motor České Budějovice | 1. ČSHL      | —   | —   | —   | —     | —      | —   | —  | —    | —    |
| 1992–93      | Motor České Budějovice | ČSHL         | 43  | —   | —   | —     | 2555   | 121 | —  | 2,84 | —    |
| 1993–94      | HC České Budějovice    | ČHL          | 44  | —   | —   | —     | 2584   | 111 | —  | 2,58 | —    |
| 1994–95      | HC České Budějovice    | ČHL          | 44  | —   | —   | —     | 2587   | 119 | —  | 2,76 | 93,3 |
| 1995–96      | Nürnberg Ice Tigers    | DEL          | 48  | —   | —   | —     | 2787   | 154 | —  | 3,32 | —    |
| 1996–97      | Dallas Stars           | NHL          | 6   | 3   | 1   | 0     | 263    | 9   | 0  | 2,06 | 93,0 |
| 1996–97      | Michigan K-Wings       | IHL          | 29  | 8   | 13  | 4     | 1555   | 77  | 0  | 2,97 | 90,5 |
| 1997–98      | Dallas Stars           | NHL          | 23  | 11  | 10  | 1     | 1324   | 49  | 1  | 2,22 | 90,1 |
| 1997–98      | Michigan K-Wings       | IHL          | 2   | 1   | 1   | 0     | 119    | 5   | 0  | 2,52 | 92,8 |
| 1998–99      | Dallas Stars           | NHL          | 26  | 16  | 3   | 3     | 1382   | 48  | 1  | 2,08 | 91,5 |
| 1999–00      | St. Louis Blues        | NHL          | 67  | 42  | 15  | 9     | 3960   | 129 | 7  | 1,95 | 91,2 |
| 2000–01      | St. Louis Blues        | NHL          | 54  | 24  | 18  | 10    | 3232   | 123 | 6  | 2,28 | 90,1 |
| 2001–02      | Calgary Flames         | NHL          | 69  | 30  | 28  | 11    | 4081   | 172 | 5  | 2,53 | 90,6 |
| 2002–03      | Calgary Flames         | NHL          | 65  | 27  | 29  | 9     | 3822   | 164 | 4  | 2,57 | 90,2 |
| 2003–04      | Calgary Flames         | NHL          | 18  | 6   | 11  | 0     | 1031   | 40  | 3  | 2,33 | 91,4 |
| 2004–05      | HC České Budějovice    | 1. ČHL       | 15  | 13  | 2   | —     | 859    | 23  | 3  | 1,61 | 92,4 |
| 2005–06      | HC České Budějovice    | ČHL          | 31  | —   | —   | —     | 1832   | 69  | 1  | 2,26 | —    |
| 2006–07      | HC Mountfield          | ČHL          | 35  | —   | —   | —     | 1995   | 88  | 2  | 2,65 | —    |
| 2007–08      | HC Mountfield          | ČHL          | 42  | —   | —   | —     | 2495   | 89  | 6  | 2,14 | —    |
| 2008–09      | HC Mountfield          | ČHL          | 44  | —   | —   | —     | 2463   | 104 | 4  | 2,53 | —    |
| 2009–10      | HC Mountfield          | ČHL          | 38  | —   | —   | —     | 2286   | 109 | 4  | 2,86 | —    |
| Celkem v ČHL | Celkem v ČHL           | Celkem v ČHL | 278 | —   | —   | —     | 16 241 | 689 | 17 | 2,55 | —    |
| Celkem v NHL | Celkem v NHL           | Celkem v NHL | 328 | 159 | 115 | 43    | 19 094 | 734 | 27 | 2,31 | 90,7 |

### Play-off
| Sezona       | Tým                 | Liga         | Z  | V  | P | MIN  | OG  | ČK | POG  | %ChS  |
| ------------ | ------------------- | ------------ | -- | -- | - | ---- | --- | -- | ---- | ----- |
| 1993–94      | HC České Budějovice | ČHL          | 3  | —  | — | 180  | 12  | 0  | 4,00 | —     |
| 1994–95      | HC České Budějovice | ČHL          | 9  | —  | — | 498  | 25  | —  | 3,01 | —     |
| 1995–96      | Nürnberg Ice Tigers | DEL          | 5  | —  | — | 338  | 14  | —  | 2,48 | —     |
| 1999–00      | St. Louis Blues     | NHL          | 7  | 3  | 4 | 415  | 19  | 0  | 2,75 | 88,2  |
| 2000–01      | St. Louis Blues     | NHL          | 14 | 9  | 5 | 908  | 31  | 0  | 2,05 | 91,9  |
| 2003–04      | Calgary Flames      | NHL          | 1  | 0  | 0 | 19   | 0   | 0  | 0,00 | 100,0 |
| 2004–05      | HC České Budějovice | 1.ČHL        | 6  | 6  | 0 | 360  | 3   | 4  | 0,50 | 97,9  |
| 2005–06      | HC České Budějovice | ČHL          | 10 | —  | — | 618  | 19  | 1  | 1,84 | —     |
| 2006–07      | HC Mountfield       | ČHL          | 11 | —  | — | 609  | 29  | 1  | 2,86 | —     |
| 2007–08      | HC Mountfield       | ČHL          | 11 | —  | — | 642  | 17  | 3  | 1,59 | —     |
| 2009–10      | HC Mountfield       | ČHL          | 5  | —  | — | 298  | 22  | 0  | 4,43 | —     |
| Celkem v ČHL | Celkem v ČHL        | Celkem v ČHL | 49 | —  | — | 2844 | 124 | 5  | 2,62 | —     |
| Celkem v NHL | Celkem v NHL        | Celkem v NHL | 22 | 12 | 9 | 1343 | 50  | 0  | 2,23 | 90,8  |

## Reprezentace
| Rok                       | Tým                       | Soutěž                    | Z  | V | P | R | MIN  | OG | ČK | POG  | %ChS |
| ------------------------- | ------------------------- | ------------------------- | -- | - | - | - | ---- | -- | -- | ---- | ---- |
| 1988                      | ČSSR 18                   | MEJ                       | 5  | — | — | — | 273  | 9  | —  | 1.98 | —    |
| 1989                      | ČSSR 20                   | MSJ                       | 7  | 4 | 1 | 1 | 390  | 16 | 0  | 2.46 | —    |
| 1990                      | ČSSR 20                   | MSJ                       | 6  | 4 | 2 | 0 | 326  | 14 | 0  | 2.58 | .906 |
| 1993                      | Česko                     | MS                        | 0  | — | — | — | —    | —  | —  | —    | —    |
| 1994                      | Česko                     | OH                        | 2  | 2 | 0 | 0 | 120  | 3  | 0  | 1.50 | .931 |
| 1994                      | Česko                     | MS                        | 2  | — | — | — | 120  | 4  | 0  | 2.00 | .892 |
| 1995                      | Česko                     | MS                        | 6  | 3 | 3 | 0 | 359  | 9  | 2  | 1.50 | .939 |
| 1996                      | Česko                     | MS                        | 8  | 7 | 0 | 1 | 480  | 15 | 1  | 1.88 | .952 |
| 1996                      | Česko                     | SP                        | 3  | 0 | 3 | 0 | 82   | 10 | 0  | 7.32 | .833 |
| 2002                      | Česko                     | OH                        | 0  | — | — | — | —    | —  | —  | —    | —    |
| Juniorská kariéra celkově | Juniorská kariéra celkově | Juniorská kariéra celkově | 18 | — | — | — | 989  | 39 | —  | 2.37 | —    |
| Seniorská kariéra celkově | Seniorská kariéra celkově | Seniorská kariéra celkově | 21 | — | — | — | 1161 | 41 | 3  | 2.12 | —    |